# Werbiwka (obwód charkowski)
Werbiwka (ukr. Вербівка) – wieś na Ukrainie, w obwodzie charkowskim, w rejonie iziumskim. W 2001 liczyła 3515 mieszkańców, spośród których 3211 posługiwało się językiem ukraińskim, 299 rosyjskim, 1 mołdawskim, a 4 innym.